# Alans Amirovs
Alans Amirovs (ur. 5 marca 1996) – łotweski zapaśnik walczący w stylu wolnym. Zajął dwunaste miejsce na mistrzostwach świata w 2023 roku.
Brązowy medalista mistrzostw Europy w 2021. Ósmy w indywidualnym Pucharze Świata w 2020 roku.